# 皮特基亞蘭塔
61°34′N 31°29′E / 61.567°N 31.483°E
皮特基亞蘭塔（俄语：Пи́ткяра́нта）是俄羅斯卡累利阿共和國南部的一個城市，位於拉多加湖東北岸，距彼得羅扎沃茨克以西280公里。2002年人口13,347人。
1940年設市。

## 友好城市
- 芬兰庫奧皮奧
- 俄羅斯皮卡廖沃